# إزالة قمة جبلية لأغراض تعدينية
| صنف فرعي من         | تعدين سطحي             |
| الأثر البيئي الكبير | تلوث بالمغذيات         |
| المكان              | قمة جبل                |
| تاريخ البدء         | عقد 1960               |
| مكان مهم            | جبال الأبالاش          |
| موجود في عمل        | Freedom، ‏Gray Mountain |
| يستعمل              | متفجرات، ‏حفارة         |

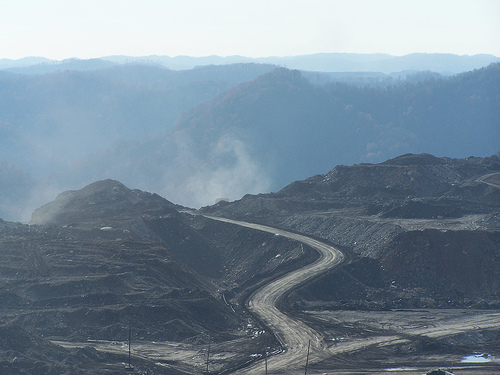
موقع إزالة قمة جبلية

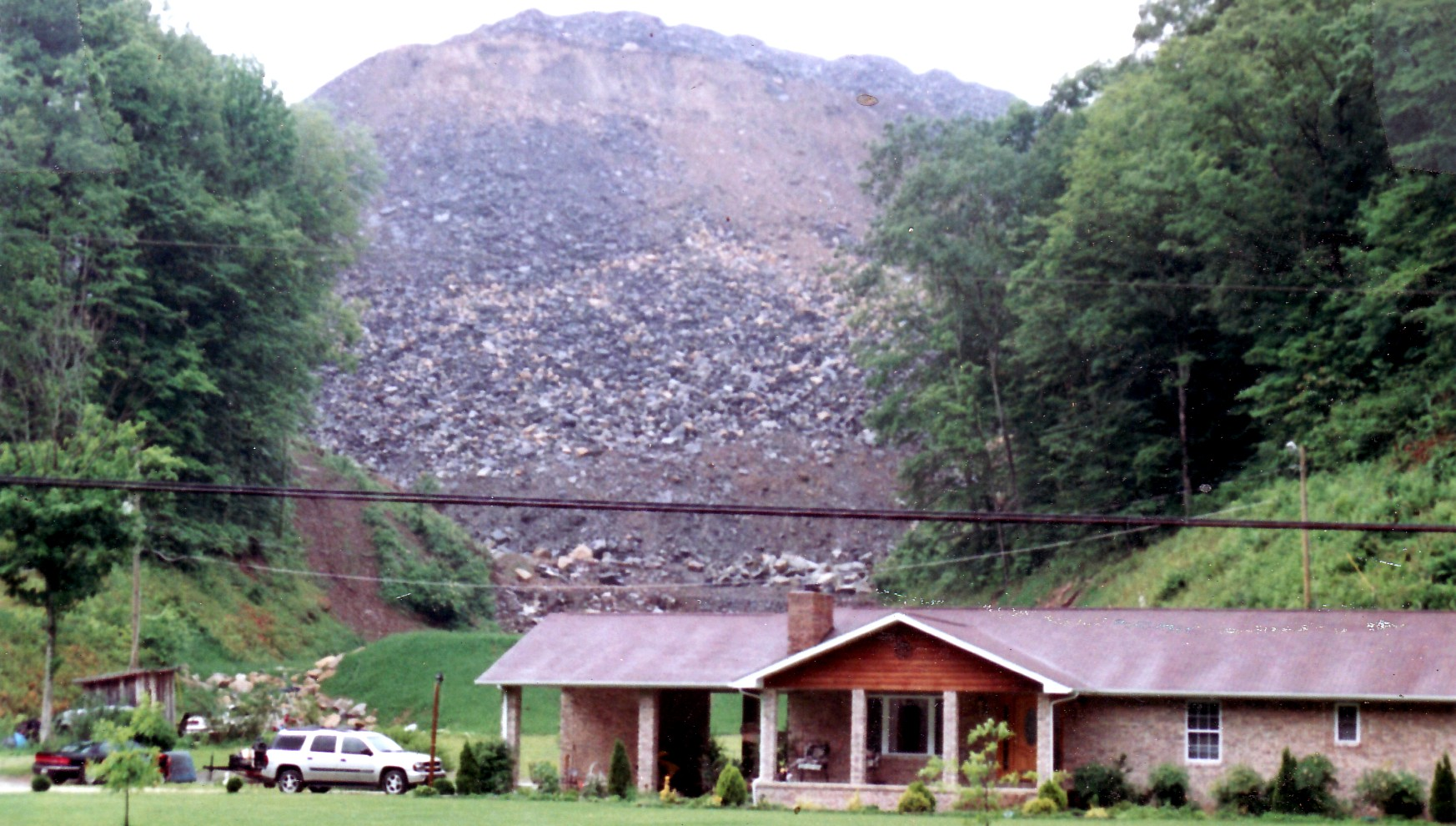
إزالة قمة جبلية في مقاطعة مارتين، كنتاكي

إزالة القمم الجبلية لأغراض تعدينية (MTR)، يُعرف أيضًا باسم تعدين قمم الجبال (MTM)، هو نوع من التعدين السطحي الذي ينطوي على إجراء أعمال تعدين بقمة أو قمة ناتئة بأحد الجبال. ويتم استخراج طبقات الفحم من الجبل بواسطة إزالة تربته أو الغطاء الترابي الموجود أعلى الطبقات. ويمكن أن تتراكم التربة على القمة، وتُدمج لتعكس التسامقية البنائية التقريبية الأصلية للجبل. وتعتبر هذه هي الطريقة السائدة في تعدين الفحم في جبال الأبالاش في شرق الولايات المتحدة. وتُستخدم المتفجرات لإزالة نحو 400 قدم رأسي (120 مترًا) من الجبل للكشف عن طبقات الفحم الحجري الموجود بالأسفل. وغالبًا ما تكون الصخور الزائدة والتربة المحمّلة بالمنتجات الثانوية التعدينية السامة مدفونة في الأودية القريبة، وذلك فيما يُسمى بـ «ملء الفراغات» أو «ملء الأودية». ولكون تنفيذ عمليات التعدين بإزالة قمم الجبال أقل تكلفة ويتطلب عددًا قليلًا من الموظفين؛ فقد بدأ التعدين بإزالة قمم الجبال في جبال الأبلاش في سبعينيات القرن الماضي كامتداد لتقنيات التعدين التجريدي التقليدية. وقد تم تنفيذه للمرة الأولى في كنتاكي وفيرجينيا الغربية وفيرجينيا وتينيسي.
وقد أشارت الدراسات التي خضعت لمراجعة الأقران العلميين إلى أن التعدين بإزالة قمم الجبال يشكّل تأثيرًا بيئيًا خطيرًا، حيث يشتمل على خسارة التنوع الحيوي وتسميم مستجمعات الأمطار، والتي لا يمكن لممارسات التخفيف معالجتها بصورة ناجحة. وكذلك توجد آثار عكسية على صحة الإنسان، حيث تنتج عن الاتصال بالمسارات المتأثرة أو التعرض للهواء المحمّل بالمواد السامة والغبار. وطبقًا لما ذكرته 21 دراسة علمية مراجعة أكاديميًا من قبل أقران، هناك العديد من الآثار الصحية الكبيرة التي تؤثر على سكان منطقة أبلاتشيا، حيث يتم إجراء عمليات التعدين بإزالة قمم الجبال. وتتضمن هذه الآثار ما يزيد عن 50% من معدلات التعرض للإصابة بالسرطان (14,4% مقارنة بـ 9,4% للأفراد المقيمين بأماكن أخرى في امنطقة أبلاتشيا)، كما أن الأطفال الذين يولدون مصابين بعيوب في التنفس تزيد نسبتهم بنحو 42%، وكذلك تتكلف الرعاية الصحية العامة نتيجة التعرض للتلوث من عمليات استخراج الفحم في هذه المنطقة ما يصل إلى 75 مليار دولار أمريكي في السنة الواحدة.

## نظرة عامة
إن إزالة قمم الجبال لأغراض التعدين (MTR)، والتي تُعرف أيضًا باسم تعدين قمم الجبال، (MTM) هي نوع من التعدين السطحي الذي يتضمن تغييرًا في السمات السطحية للأرض و/أو إزالة قمة أو تل أو مرتفع للوصول إلى طبقات الفحم الحجري المدفونة.
وتتضمن عملية التعدين بإزالة قمة الجبال إزالة الفحم الحجري بعد إزالة الغطاء الترابي الواقع أعلاه بشكل تام أولاً، مما يؤدي إلى كشف طبقات الفحم من الأعلى. وتختلف هذه الطريقة عن طريقة التعدين تحت الأرض التقليدية، والتي عادة يتم حفر ممر رأسي ضيق فيها، مما يسمح لعمال التعدين بجمع الطبقات باستعمال العديد من الطرق المناسبة للعمل تحت الأرض، مع ترك غالبية الأغطية الترابية غير متأثرة. ويتم وضع المخلفات الناتجة عن الأغطية الترابية الناتجة عن التعدين بإزالة قمم الجبال إما على المرتفع مرة أخرى لتعكس التسامق البنيوي الأصلي للجبل مجددًا، و/أو يتم نقلها إلى الأودية المجاورة.
ويتم وضع الصخور والتربة الزائدة التي تشتمل على منتجات التعدين الثانوية في الأودية القريبة، فيما يسمى بعملية «ملء الفراغات» أو «ملء الأودية».
وترتبط عملية التعدين بإزالة قمم الجبال في الولايات المتحدة غالبًا بعملية استخراج الفحم في جبال الأبلاش، حيث كانت وكالة حماية البيئة الأمريكية (EPA) تقدر أن 2,200 ميل مربع (5,700 كـم2) من غابات الأبلاش سوف يختفي من مواقع التعدين بإزالة القمم الجبلية بحلول عام 2012. وتمتد المواقع من أوهايو إلى فيرجينيا. وتقع بصورة عامة في فيرجينا الغربية وشرق كنتاكي، وهما أكبر ولايتين لإنتاج الفحم في منطقة أبالاتشيا، حيث تستخدم كل ولاية نحو 1000 طن من المتفجرات يوميًا خلال عمليات التعدين السطحي. وبناء على المعدلات الحالية، فمن المتوقع أن تقوم الولايات المتحدة بإجراء عمليات تعدين بإزالة القمم الجبلية على نحو 1,4 مليون فدان (5700 كم²) بحلول 2010، وهي مساحة من الأرض تزيد على مساحة ولاية ديلوير.
يشار إلى أن إزالة القمم الجبلية لا تزال من الممارسات المستمرة منذ ستينيات القرن الماضي. وقد شكّلت زيادة الطلب على فحم الولايات المتحدة نتيجة أزمة البترول في عامي 1973 و 1979 محفزات للحصول على شكل أكثر اقتصادية من تعدين الفحم، مقارنة بأساليب التعدين تحت الأرض التقليدية التي يقوم بها مئات العمال، مما أثار القيام بأول علمية استخدام واسعة النطاق للتعدين بإزالة قمم الجبال. ثم امتد انتشارها لاحقًا في تسعينيات القرن الماضي لاسترجاع الفحم قليل الكبريت نسبيًا، وهو شكل أكثر نقاء للاحتراق، حيث أصبح مطلوبًا نتيجة تعديلات قانون الهواء النقي الأمريكي الذي شدد على حدود الانبعاثات الناتجة عن معالجة الفحم عالي الكبريت.